# Três Arroios
Três Arroios este un oraș în Rio Grande do Sul (RS), Brazilia.